# Кубок Білорусі з футболу 2008—2009
Кубок Білорусі з футболу 2008–2009 — 18-й розіграш кубкового футбольного турніру в Білорусі. Титул вперше здобув Шахтар (Солігорськ).

## Календар
| Раунд            | Дата                          | Матчі | Клуби   |
| ---------------- | ----------------------------- | ----- | ------- |
| Попередній раунд | 30 липня 2008                 | 3     | 51 → 48 |
| Перший раунд     | 30 липня - 6 серпня 2008      | 16    | 48 → 32 |
| 1/16 фіналу      | 3-7 вересня 2008              | 16    | 32 → 16 |
| 1/8 фіналу       | 11 жовтня - 20 листопада 2008 | 16    | 16 → 8  |
| 1/4 фіналу       | 15/21 березня 2009            | 8     | 8 → 4   |
| 1/2 фіналу       | 9/22 березня 2009             | 4     | 4 → 2   |
| Фінал            | 31 травня 2009                | 1     | 2 → 1   |

## Попередній раунд
| Команда 1                   | Рахунок | Команда 2                    |
| --------------------------- | ------- | ---------------------------- |
| 30 липня 2008               |         |                              |
| МЗАЛ (Мінськ) (А)           | 0:10    | ДБК-Гомель (3)               |
| Чауси (А)                   | 4:1     | Лівадія (Дзержинськ) (3)     |
| Вертикаль (Калинковичі) (3) | +:-     | М'ясокомбінат (Вітебськ) (3) |

## Перший раунд
| Команда 1                       | Рахунок      | Команда 2                   |
| ------------------------------- | ------------ | --------------------------- |
| 30 липня 2008                   |              |                             |
| Зірка-БДУ (Мінськ) (3)          | 1:0          | Слуцькцукор (3)             |
| БГАТУ-Нива (Самохваловичі) (3)  | 0:2          | ПМЦ-Постави (2)             |
| Жлобин (3)                      | 2:5          | Ведрич-97 (Річиця) (2)      |
| Старт (Міори) (А)               | 1:6 дч       | Хімік (Світлогорськ) (2)    |
| ПМК-7 (Ганцевичі) (А)           | 0:3          | Славія-Мозир (2)            |
| Городея (3)                     | 1:2 дч       | Динамо-Белкард (Гродно) (2) |
| Орша (3)                        | 0:3          | Верас (Несвіж) (2)          |
| Молодечно (3)                   | 1:3          | Хвиля (Пінськ) (2)          |
| Нефтяник (Річиця) (А)           | 0:1          | Ліда (2)                    |
| Неман (Мости) (3)               | 2:0          | Барановичі (2)              |
| Осиповичі (3)                   | 5:3          | Полоцьк (2)                 |
| Цементник (Красносельський) (А) | 1:7          | Комунальник (Слонім) (2)    |
| Клечеськ (3)                    | 0:0 пен. 4:2 | Спартак (Шклов) (2)         |
| Береза (3)                      | 0:4          | Мінськ (2)                  |
| 3 серпня 2008                   |              |                             |
| Чауси (А)                       | 0:8          | Білшина (2)                 |
| 6 серпня 2008                   |              |                             |
| ДБК-Гомель (3)                  | 1:3          | Вертикаль (Калинковичі) (3) |

## 1/16 фіналу
| Команда 1                   | Рахунок      | Команда 2           |
| --------------------------- | ------------ | ------------------- |
| 3 вересня 2008              |              |                     |
| Зірка-БДУ (Мінськ) (3)      | 1:4          | Граніт (Мікашевичі) |
| ПМЦ-Постави (2)             | 1:3          | МТЗ-РІПО            |
| Вертикаль (Калинковичі) (3) | 0:4          | Локомотив (Мінськ)  |
| Ліда (2)                    | 1:1 пен. 1:3 | Німан               |
| 4 вересня 2008              |              |                     |
| Ведрич-97 (Річиця) (2)      | 0:1          | Сморгонь            |
| Верас (Несвіж) (2)          | 0:2          | Нафтан              |
| Осиповичі (3)               | 2:4 дч       | Шахтар (Солігорськ) |
| 7 вересня 2008              |              |                     |
| Динамо-Белкард (Гродно) (2) | 0:0 пен. 3:2 | Дніпро (Могильов)   |
| Клечеськ (3)                | 0:5          | Вітебськ            |
| Хімік (Світлогорськ) (2)    | 0:2          | Гомель              |
| Мінськ (2)                  | 2:0          | Савіт (Могильов)    |
| Неман (Мости) (3)           | 3:7          | БАТЕ                |
| Білшина (2)                 | 2:0          | Динамо (Мінськ)     |
| Хвиля (Пінськ) (2)          | 3:2          | Динамо (Берестя)    |
| Славія-Мозир (2)            | 1:3          | Торпедо (Жодино)    |
| Комунальник (Слонім) (2)    | 1:0          | Даріда              |

## 1/8 фіналу
| Команда 1                   | Заг.         | Команда 2                | 1-й матч | 2-й матч |
| --------------------------- | ------------ | ------------------------ | -------- | -------- |
| 11 жовтня/20 листопада 2008 |              |                          |          |          |
| БАТЕ                        | 5:5 пен. 4:3 | Мінськ (2)               | 1:4      | 4:1 дч   |
| 12 жовтня/2 листопада 2008  |              |                          |          |          |
| МТЗ-РІПО                    | 6:2          | Сморгонь                 | 4:0      | 2:2      |
| 29 жовтня/2 листопада 2008  |              |                          |          |          |
| Шахтар (Солігорськ)         | 10:0         | Комунальник (Слонім) (2) | 5:0      | 5:0      |
| Нафтан                      | 7:0          | Локомотив (Мінськ)       | 3:0      | 4:0      |
| Динамо-Белкард (Гродно) (2) | 1:7          | Німан                    | 0:4      | 1:3      |
| Хвиля (Пінськ) (2)          | 2:6          | Гомель                   | 0:2      | 2:4      |
| Білшина (2)                 | 1:5          | Граніт (Мікашевичі)      | 1:4      | 0:1      |
| 4/20 листопада 2008         |              |                          |          |          |
| Вітебськ                    | 3:2          | Торпедо (Жодино)         | 0:1      | 3:1 дч   |

## 1/4 фіналу
| Команда 1           | Заг.    | Команда 2           | 1-й матч | 2-й матч |
| ------------------- | ------- | ------------------- | -------- | -------- |
| 15/21 березня 2009  |         |                     |          |          |
| Шахтар (Солігорськ) | 5:0     | Граніт (Мікашевичі) | 2:0      | 3:0      |
| Гомель              | 2:2 (ч) | Нафтан              | 1:2      | 1:0      |
| МТЗ-РІПО            | 0:3     | Німан               | 0:0      | 0:3      |
| БАТЕ                | 2:1     | Вітебськ            | 1:0      | 1:1      |

## 1/2 фіналу
| Команда 1        | Заг. | Команда 2           | 1-й матч | 2-й матч |
| ---------------- | ---- | ------------------- | -------- | -------- |
| 9/22 квітня 2009 |      |                     |          |          |
| Німан            | 2:3  | Шахтар (Солігорськ) | 1:1      | 1:2 дч   |
| Нафтан           | 2:1  | БАТЕ                | 1:0      | 2:0      |

## Фінал
| 31 травня 2009 18:00 (EEST) |

| Нафтан                       | 2:1 дч   | Шахтар (Солігорськ) |
| ---------------------------- | -------- | ------------------- |
| Стрипейкіс 42' Верховцов 96' | Протокол | Ковальчук 88'       |

| Стадіон «Динамо», Мінськ Глядачів: 9 000 Арбітр: Андрій Жуков |